# 日本植物学会
公益社団法人日本植物学会（にほんしょくぶつがっかい）は生物学を領域とする日本の学会。エドワード・S・モースと矢田部良吉らが設立した東京大学生物学会から独立して東京植物学会として1882年に小石川植物園で設立、その後1931年に日本植物学会と改称した。文京区に所在。日本学術会議協力学術研究団体。生物科学学会連合に加盟。略称BSJ。

## 刊行物
日本植物学会が年6回刊行する Journal of Plant Research（1887年創刊）は2009年DBIOの Top 100 Journals in Biology and Medicine に選ばれた。学術用語集植物学編を編集した。